# Kodak DCS 560
Die Kodak DCS 560 (auch Kodak Professional DCS 560) ist eine digitale Spiegelreflexkamera des US-amerikanischen Herstellers Kodak, die von September 1998 bis 2001 vertrieben wurde. Sie war baugleich auch bei Canon als Canon EOS D6000 im Vertrieb, allerdings nur in Japan.
Die Kodak DCS 560 entstand ebenso wie die bereits im März 1998 erschienene DCS 520 durch Umbau aus der Kleinbildspiegelreflexkamera Canon EOS-1N und trägt daher auch deren Markenschriftzug und Typenbezeichnung. An das EF-Bajonett können EF-Objektive verschiedener Hersteller angeschlossen werden. Sie besitzt einen 6-Megapixel-CCD-Bildsensor mit Bayer-RGB-Filter. Der Formatfaktor beträgt 1,3. Die Bilder der Kamera werden auf PCMCIA-ATA-Typ-II- und -III-Karten gespeichert. Die Kamera besitzt einen FireWire-Anschluss und verfügt über eine monophone Audioaufnahme-Funktion. Ebenso wie bei der DCS 520 wurde ein Anti-Alias-Filter eingebaut, aufgrund des Umbaus wurde er vor dem Spiegelkasten angebracht. Er kann gegen einen Infrarotfilter getauscht oder auch ganz weggelassen werden.
Eine Monochromversion DCS 560m gelangte nicht in den Verkauf. 2001 wurde die Kooperation zwischen Kodak und Canon beendet und der Vertrieb eingestellt, da Canon mit dem Bau eigener digitaler Spiegelreflexkameras begonnen hatte.